# كل حي (مسرحية)
كل حي (بالإنجليزية: Everyman)‏ أو كل إنسان أو كل امرئ، هي مسرحيَّة أخلاقية من عصر النهضة، أواخر القرن الخامس عشر، لمؤلف إنجليزي مجهول، وقد طبِعَت نحو عام 1530م.
ومثل رواية جون بنيان المسيحية من عام 1678 رحلة الحاج، تستخدم مسرحية (كل حي) شخصيات تمثيلية لفحص مسألة الخلاص المسيحي وما يجب على الإنسان فعله لتحقيقه.

## حبكة المسرحية
تعد مسرحية (كل امرئ) من أبرز المسرحيات الأخلاقية التي تستثمر التمثيل بغية غرس موعظة أخلاقية سامية. وعلى غرار تسمية كريستيان، بطل رواية (مسيرة الحاج)، التي تشير إلى كل مسيحي، فقد سمي بطل المسرحية (كل امرئ) باسم المسرحية ليشير إلى كل إنسان. ففي هذه المسرحية يدعو الله تعالى الموتَ المتجسد برجل ليدعو بدوره كل امرئ ليمثل أمام االله تعالى، ويقدم تقريراً كاملاً عن أعماله في هذه الحياة الدنيا. عندئذ تتملك الحيرة كل امرئ، فيلجأ إلى شخصيات رمزية تمثل الصداقة والقرابة الدموية والثروات المادية ولكنها ترفض أن ترافقه في رحلة حجه هذه التي يزمع القيام بها. تقول الشخصية التي تجسد الثروات المادية إن همها الوحيد هو إفساد روح الإنسان وقتلها. ومن هنا نرى الدور التعليمي الذي تؤديه هذه المسرحية.
وفي غمرة أحزانه يمر بطل المسرحية بشخصية تدعى الأعمال الصالحة التي تبدي رغبة كبيرة في الوقوف إلى جانبه في محنته الروحية هذه، ولكنها لا تقوى على النهوض بسبب ذنوبه الكثيرة، وانهماكه في لهو الحياة الدنيا، فتنصحه أن يرى أختها المسماة المعرفة وهي – كما يؤكد محقق هذه المسرحية – ترمز إلى الإقرار بالذنوب والاعتراف بها.
وتأخذه المعرفة إلى شخصية تدعى الاعتراف وهو نهر مطهر، يطهر الروح من دنس الذنوب. ويقطن الاعتراف في بيت النجاة، أي الكنيسة، وهنا يتجلى الغرض التعليمي الذي يريده الكاتب وخاصة عندما يقوم بطل المسرحية بالاعتراف بذنوبه والاستغفار، ويؤدي عقوبة تكفيرية عن ذنوبه ويتوب توبةً نصوحاً، وحالما ينهي هذه الطقوس التكفيرية، تنهض الشخصية التي تجسد الأعمال الصالحة وتناديه بالحاج. وبهذا يرمز كل امرئ كفر عن ذنوبه وطهر روحه للقاء وجه ربه.
وبعدئذ تخلع المعرفة عليه رداءً يدعى رداء الندامة والتأسف الشديد كي يعكس ندامته الداخلية، وترافقه إلى الكنيسة حيث يؤدي طقوس الإيمان من معمودية وتأكيد الإيمان ومشاركة في القربان المقدس، وبعد أدائه هذه الطقوس يشعر بالطهارة والهدوء اللذين يبعثان فيه الإحساس بالنجاة ورضى الله تعالى عنه.

وبانتهاء هذه الطقوس الدينية تنتهي رحلة كل امرئ، رحلة حجه الروحي، ويشعر بالعناء الشديد فيستلقي في قبره، وفي هذه اللحظة تتركه الشخصيات التي ترمز إلى الجمال والحكمة والقوة والحواس الخمس. وفرار هذه الشخصيات لدى الموت جزء لا يتجزأ من الدرس التعليمي الذي تتوخاه هذه المسرحية، إذ يخاطب بطل المسرحية النظارة والمستمعين والقراء قائلاً: 
تعلموا من قصتي هذه، لقد تخلى عني الجميع مع أني أحببتهم وقضيت جل حياتي من أجلهم، ولم تبق معي إلا أعمالي الصالحة.
وهنا يتابع الكاتب تقديم الموعظة الدينية على لسان الأعمال الصالحة فيقول: 
كل الأمور الدنيوية باطلة وزائلة، فالقوة والحكمة والأصدقاء والحمقى والأقارب لا يمكن الاعتماد عليهم.
وقبل أن تسدل ستارة المسرح يدخل طبيب ليؤكد الرسالة الأخلاقية والدينية التي تنطوي عليها هذه المسرحية، فيخاطب المستمعين – شباناً وكباراً – بقوله:  
اتركوا الكبرياء لأنه يخدعكم في النهاية، وتذكروا أن القوة والحكمة والحواس الخمس تترك المرء عند الموت، وأن الأعمال الصالحة وحدها تبقى معه.